# Bourse du muscle semi-membraneux
La bourse du muscle semi-membraneux (ou bourse séreuse du demi-membraneux) est une bourse synoviale inconstante du membre inférieur située au niveau du genou.

## Description
La bourse du muscle semi-membraneux sépare le muscle semi-membraneux du tendon d'origine du chef médial du muscle gastrocnémien et de l'articulation du genou.